# Седам руских чуда
Седам руских чуда утврђено је пројектом који су организовали новине Известија, Радио Мајак и телевизијски канал Русија 1. Такмичење се одвијало у три фазе од 1. октобра 2007. до 1. јуна 2008. године, а коначни резултати су проглашени на Црвеном тргу у Москви 12. јуна 2008. године.

## Седам руских чуда
| # | Име                           | Локација                                  | Слика |
| - | ----------------------------- | ----------------------------------------- | ----- |
| 1 | Бајкалско језеро              | Иркутска област, Бурјатија                |       |
| 2 | Долина гејзира                | Камчатска Покрајина                       |       |
| 3 | Мамајев Курган                | Волгоградска област                       |       |
| 4 | Петерхоф                      | Санкт-Петербург                           |       |
| 5 | Саборна црква Светог Василија | Москва                                    |       |
| 6 | Мањпупуњор                    | Република Коми                            |       |
| 7 | Елбрус                        | Кабардино-Балкарија, Карачајево-Черкезија |       |